# Großbrembach
Großbrembach ist ein Ortsteil der Landgemeinde Buttstädt im Landkreis Sömmerda in Thüringen.

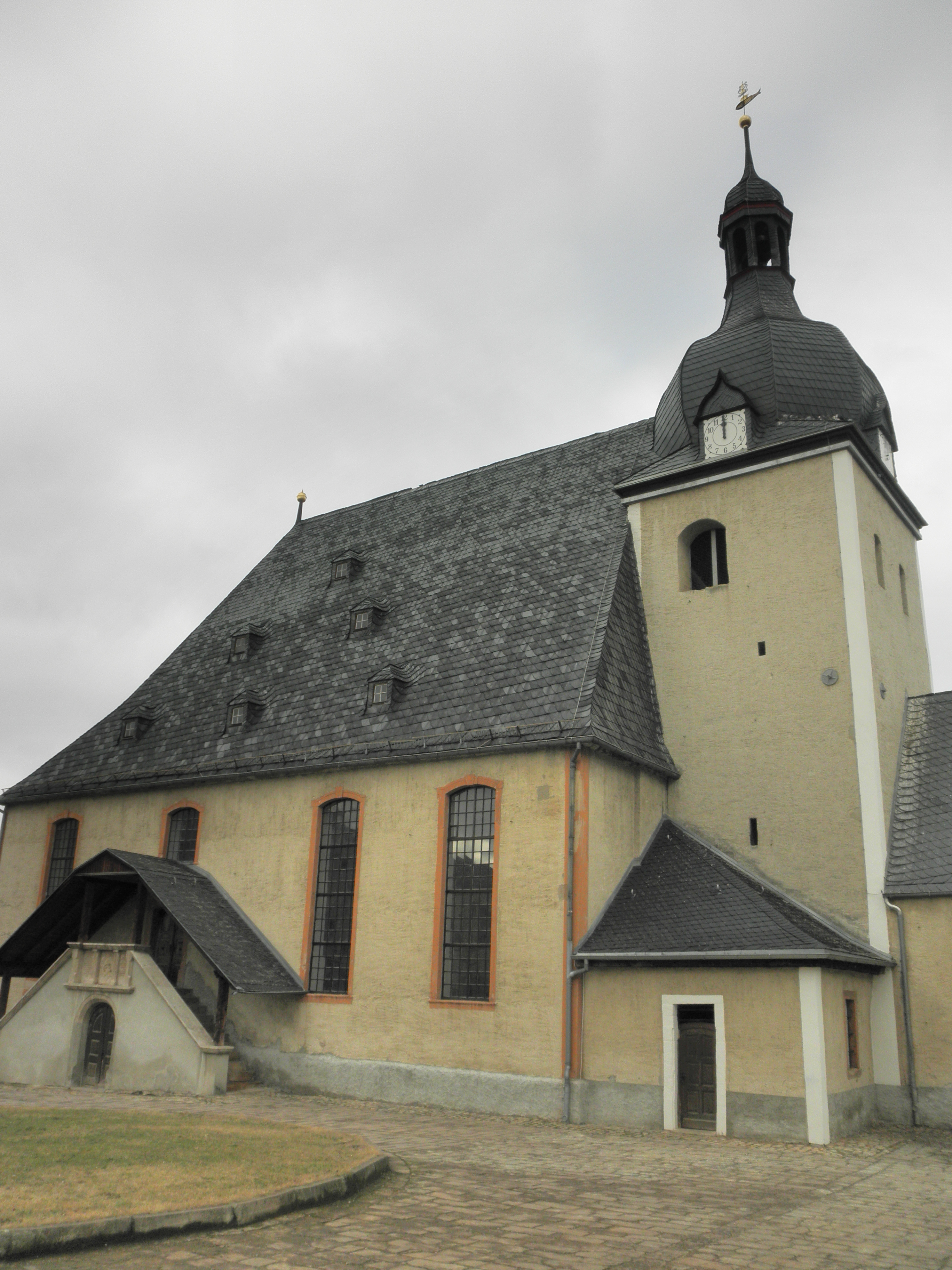
Kirche in Großbrembach

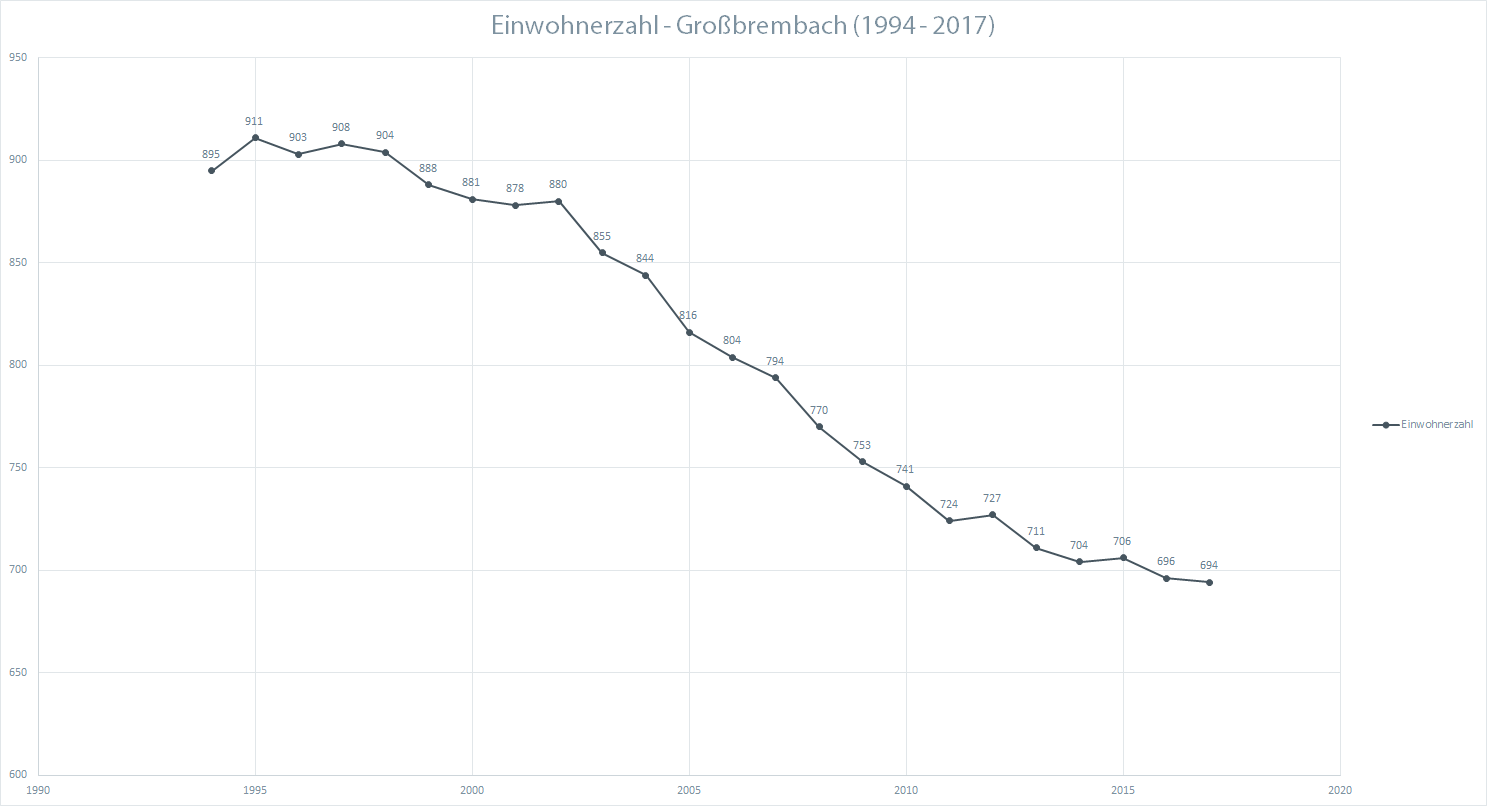

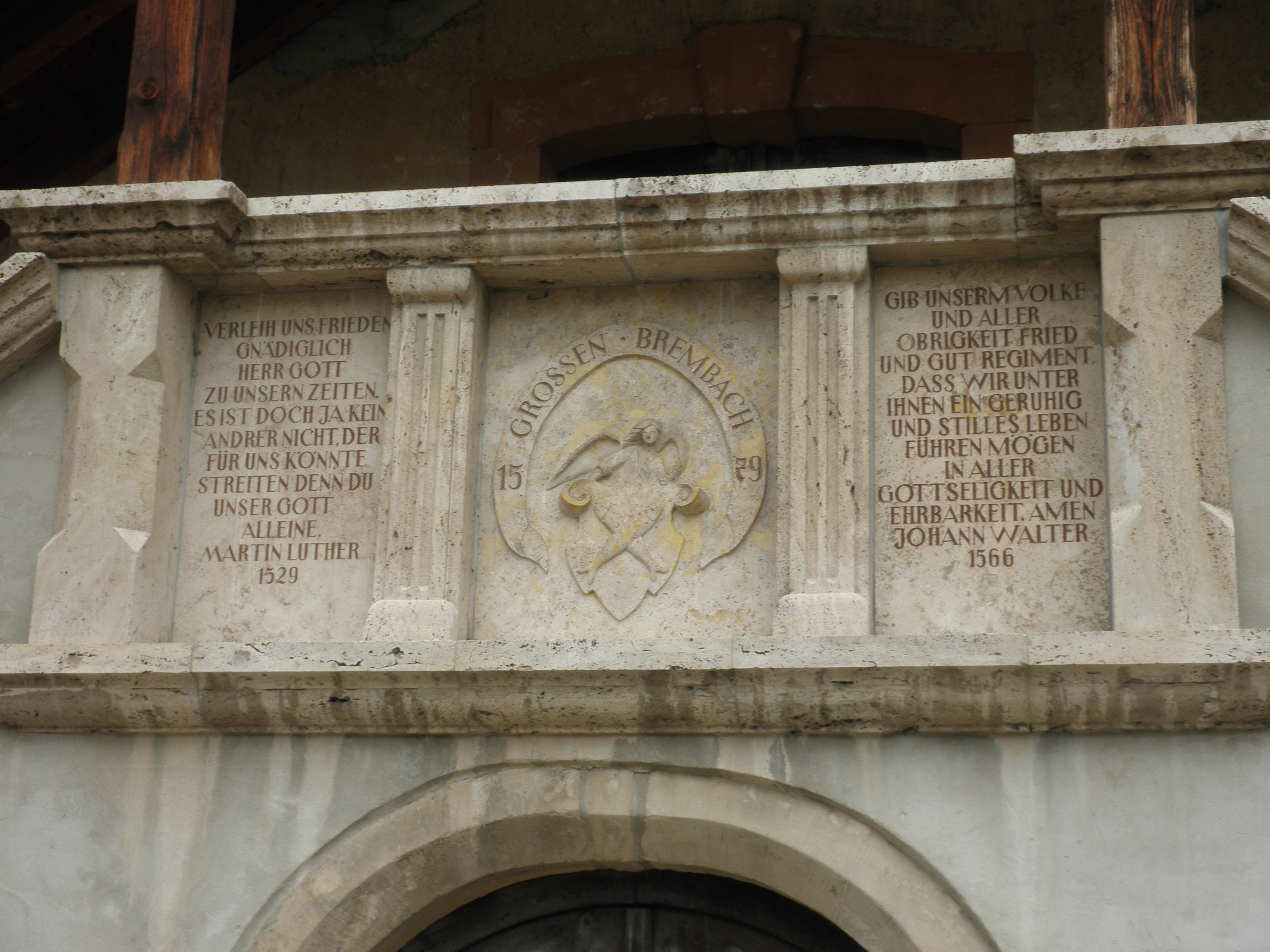
Sinnsprüche über Kircheingang

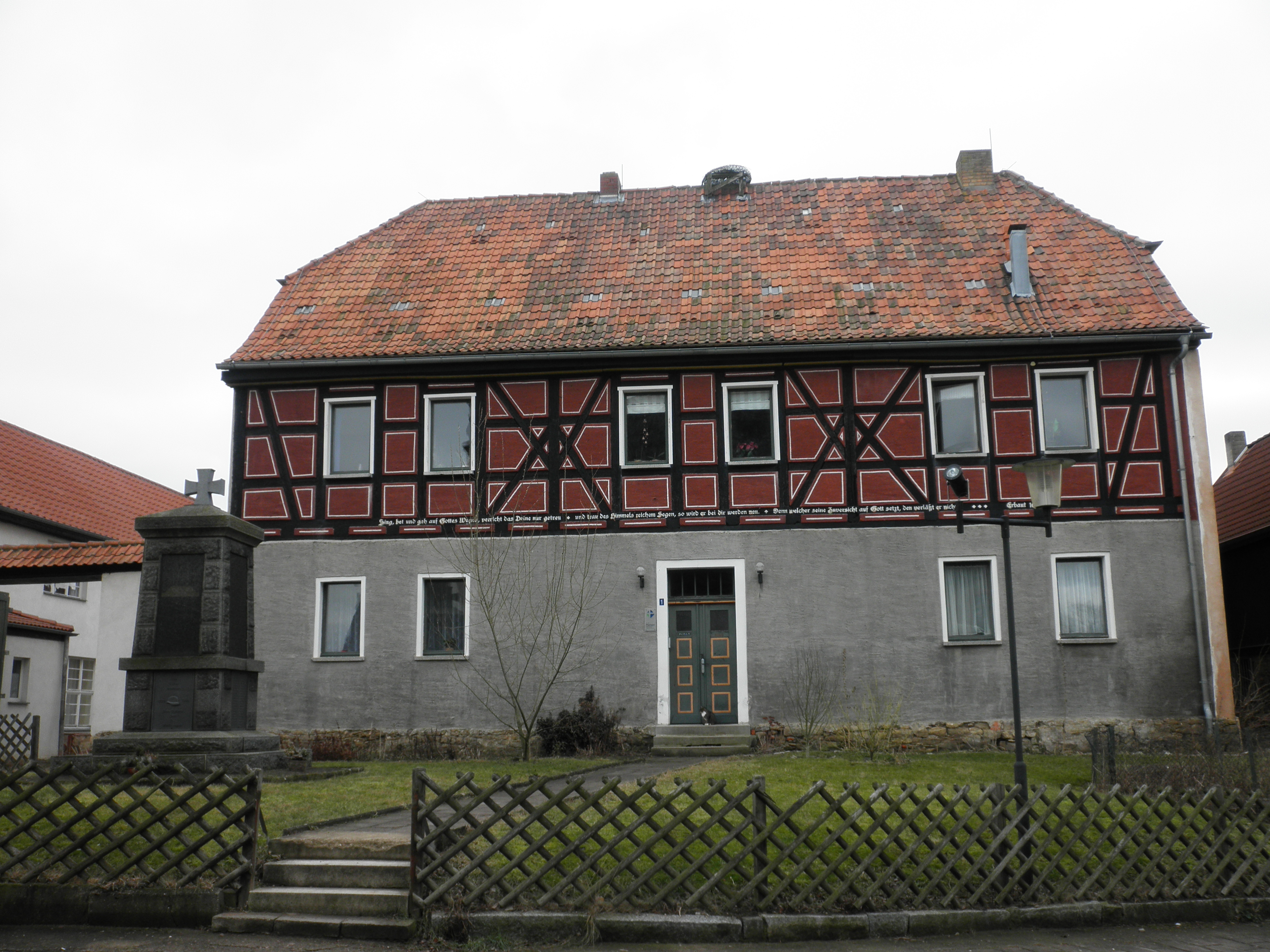
Pfarrhaus Großbrembach

## Geografie
Großbrembach liegt im östlichen Teil des Thüringer Beckens zwischen Ettersberg und Finne an der Scherkonde. Einen Kilometer entfernt liegt die Talsperre Großbrembach.

## Geschichte
Steinzeitliche Relikte fanden sich in der 1962 ausgegrabenen Totenhütte von Großbrembach.
Zu Beginn des 9. Jahrhunderts wird Brembach in einem Verzeichnis der von Erzbischof Lullus († 786) von Mainz für das Kloster Hersfeld von Freien verliehenen Güter erstmals urkundlich als Brantbah erwähnt. Der Ort war ursprünglich eine germanische Siedlung, die rechts der Scherkonde lag. Am linken Ufer entstand eine Siedlung der Wenden. Für die slawische Siedlung bürgerte sich der Name „Wendenbrembach“ oder „Windischenbrembach“ ein, während man die germanische Siedlung „Bornbrembach“ nannte, da dort die Quellen lagen, die den Ort lange mit Wasser versorgten. Ein genaues Datum der Vereinigung beider Orte ist unbekannt.
Großbrembach gehörte im 14. Jahrhundert zur wettinischen Landgrafschaft Thüringen. Der Ort gelangte bei der Leipziger Teilung 1485 an das ernestinische Kurfürstentum Sachsen. Im 16. Jahrhundert war Großbrembach Sitz der gleichnamigen Vogtei Brembach. 1544 wurde der Sitz in die Stadt Buttelstedt verlegt. Nach der Wittenberger Kapitulation 1547 gehörte die „Vogtei Brembach zu Buttelstedt“ weiterhin zum Besitz der Ernestiner. Sie kam bei der Erfurter Teilung 1572 zum Herzogtum Sachsen-Weimar. Nach dem Tod des Herzogs Wilhelm IV. von Sachsen-Weimar wurde 1662 die Vogtei Brembach geteilt. Der Großteil der „Vogtei Brembach“ mit den Orten Buttelstedt, Großbrembach, Rastenberg, Olbersleben, Niederreißen, Rohrbach und Nermsdorf verblieb bei Herzog Johann Ernst II. von Sachsen-Weimar und wurde 1735 dem Amt Hardisleben angegliedert. 1741 kam der Ort mit diesem zum Herzogtum Sachsen-Weimar-Eisenach. Die Orte des Amts Hardisleben gehörten ab 1817 zum Amt Buttstädt, welches 1850 im Verwaltungsbezirk Apolda des Großherzogtums Sachsen-Weimar-Eisenach aufging.
Während der Herrschaft des Nationalsozialismus waren 45 polnische und 53 ukrainische Zwangsarbeiter bei Bauern im Einsatz. Zudem sollen Kriegsgefangene 1942/43 im Gasthaus Thüringer Hof untergebracht worden sein. 1942/43 soll es sich um französische Kriegsgefangene ab Herbst 1943 bis Februar 1945 um italienische Militärinternierte und bis kurz vor Kriegsende um russische Kriegsgefangene gehandelt haben. Das Kommando mit der Nummer 419 gehörte zum Stalag IX C Bad Sulza.
1975 wurden bei einer Rettungsgrabung „Über der Lehmgrube“ jungsteinzeitliche Erdflachgräber sowie 10 Gräber mit Steinschutz freigelegt. Beide Grabgruppen sind durch 15 Jahrhunderte zeitlich getrennt angelegt worden. Es wurden auch noch Spuren von Wagenrädern gesichtet, die wahrscheinlich aus der Bronzezeit stammen.
Am 1. Januar 2019 wurde die Gemeinde Großbrembach mit den weiteren Gemeinden der Verwaltungsgemeinschaft Buttstädt zur Landgemeinde Buttstädt zusammengeschlossen. Im Zuge dieses Zusammenschlusses hat sich die Postleitzahl zu 99628 geändert.

### Einwohnerentwicklung
Entwicklung der Einwohnerzahl:
| - 1994 - 895 - 1995 - 911 - 1996 - 903 - 1997 - 908 - 1998 - 904 - 1999 - 888 | - 2000 - 881 - 2001 - 878 - 2002 - 880 - 2003 - 855 - 2004 - 844 - 2005 - 816 | - 2006 - 804 - 2007 - 794 - 2008 - 770 - 2009 - 753 - 2010 - 741 - 2011 - 724 | - 2012 - 727 - 2013 - 711 - 2014 - 704 - 2015 - 706 - 2016 - 696 - 2017 - 694 |

Datenquelle: Thüringer Landesamt für Statistik

## Politik

### Gemeinderat
Der Gemeinderat aus Großbrembach setzte sich aus 8 Gemeinderatsmitgliedern zusammen.
- CDU 5 Sitze
- FWG 3 Sitze

(Stand: Kommunalwahl 7. Juni 2009)

### Bürgermeister
Der ehrenamtliche Bürgermeister Rolf Vinup wurde am 5. Juni 2016 wiedergewählt.

### Wappen
Das Wappen ist wellenförmig geteilt von Blau und Silber und zweigt oben einen silbernen Fisch, und unten eine grüne Weintraube mit zwei Blättern.

## Kultur und Sehenswürdigkeiten

### Bauwerke
Die evangelisch-lutherische Kirche St. Wigbert steht am Platz der Demokratie.
Der Stausee Großbrembach wurde als landwirtschaftlicher Wasserspeicher und Hochwasser-Rückhaltebecken angelegt. Heute bietet er vielfältige Wassersportmöglichkeiten und ist ein Gewässer für den Angelsport. Die Altstädter Mühle befindet sich interessanterweise direkt im Stausee, unterm Wasser zwischen Großbrembach und Krautheim.

## Verkehr

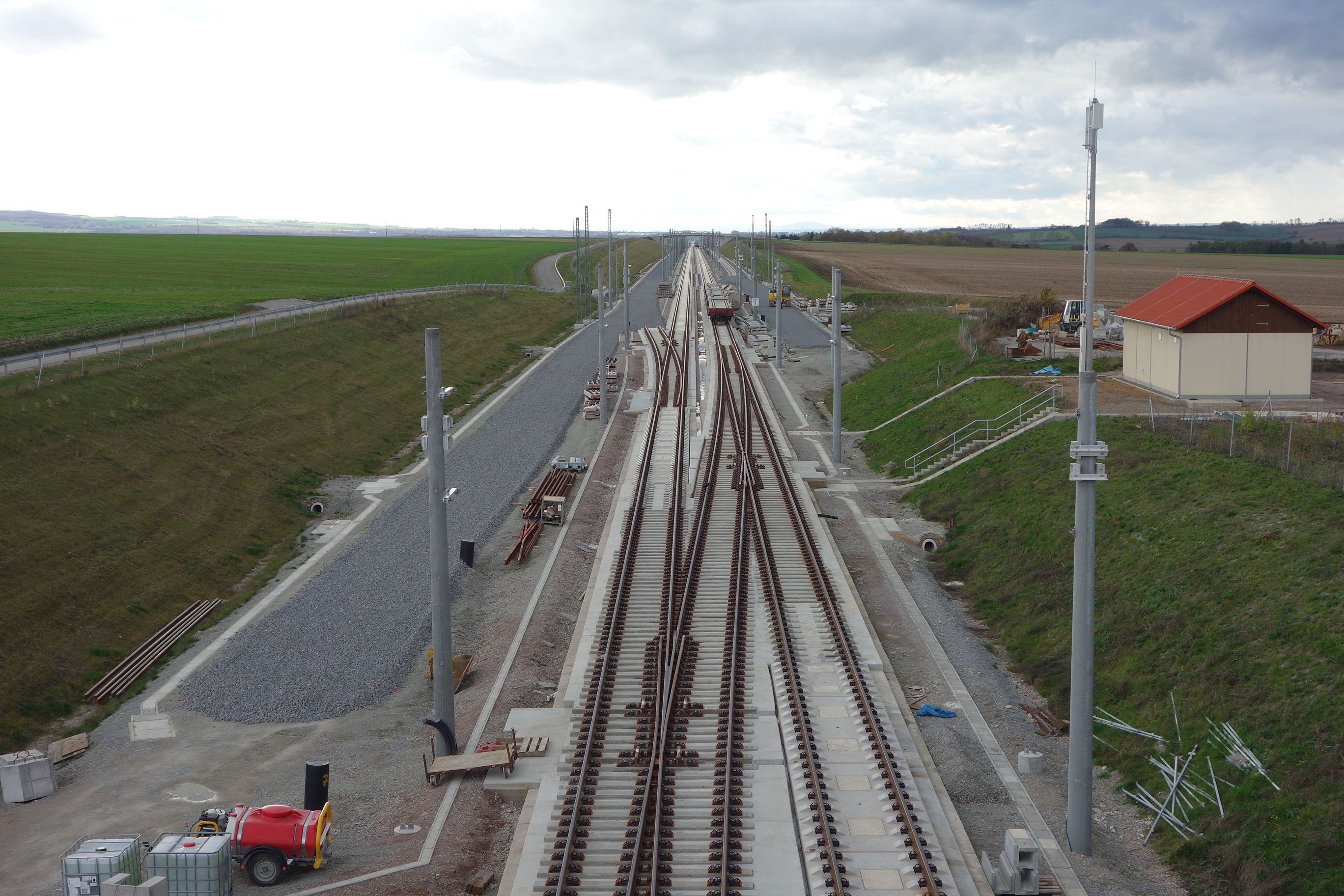
Bau des Überholbahnhofes Großbrembach

Vom 26. Juni 1887 bis zum 11. April 1946 war Großbrembach an die im Volksmund Laura genannten Schmalspurbahn Weimar–Rastenberg/Großrudestedt, die von der Weimar-Rastenberger Eisenbahn-Gesellschaft (WREG) mit Sitz in Weimar betrieben wurde, mit dem Bahnhof Großbrembach für den Personenverkehr an Kilometer 20,21 angebunden.
Das Empfangsgebäude des Bahnshofs Großbrembach der Schmalspurbahn Weimar–Rastenberg/Großrudestedt im Jahr 1928 einige Meter von der Hintere Brüggerstraße 64C in die Hintere Brüggerstraße 63C umgesetzt, wurde nach einer Zwischennutzung für das Deutsche Rote Kreuz nach 2008 abgerissen. Auf der Stelle befindet sich heute ein privates Wohnhaus mit Garten.
Zwischen der Brüggerstraße 42 und 41 kreuzte die Bahnstrecke die Straße. Bis zur Asphaltierung der Straße nach 2008 war dies noch durch eine unterschiedliche Pflasterung zu erkennen.
Seit 2015 liegt der Überholbahnhof Großbrembach an der Neubaustrecke Erfurt–Leipzig/Halle.

## Persönlichkeiten
- Günther Beyer (1888–1965), Lehrer, Fotograf und Autor

## Sonstiges
Während des Zweiten Weltkrieges mussten mindestens 150 Kriegsgefangene aus Frankreich, Militärinternierte sowie Frauen und Männer aus Polen und der Ukraine in der Landwirtschaft Zwangsarbeit verrichten.
An der Ratskellerwand des Ortes ist ein symbolträchtiges Relief angebracht, auf dem zwei Männer unter einem breiten Hut zu sehen sind. Bei DUŠEK (s. u.) ist zu lesen:
„Das fränkisch-deutsch-slawische Zusammenleben im mittelalterlichen Thüringen basierte auf einer grundsätzlich gleichberechtigten Stellung beider ethnischer Gruppen, auf der Erfüllung teilweise gemeinsamer Aufgaben in der Erschließung neuer Siedelgebiete im Rahmen des inneren Landesausbaus und auf der gleichen Unterordnung slawischer und deutscher, bäuerlicher Schichten unter die Gewalt deutscher Feudalherren. Die Assimilierung des slawischen Bevölkerungsteils durch sprachliche und gewiss biologische Vermischung musste nach Belegen der Sprachwissenschaft und der urkundlichen Quellen westlich und östlich der Saale im 13. und 14. Jahrhundert erfolgt sein.(...) Assimilierung bedeutete in einigen Orten aber auch administrative Vereinigung des slawischen und deutschen Dorfes zu einer Gemeinde, wie sich z. B. in der 1. Hälfte des 15. Jahrhunderts dieser Prozeß Zwischen Groß- und Windischenbrembach vollzog und wie eine symbolhafte bildliche Darstellung der Vereinigung zweier Männer unter einem Hute (Titelblatt) als Ortswahrzeichen noch heute davon Zeugnis ablegt“.
Das Relief selbst stammt nach DUŠEK aus dem 16. Jahrhundert (Anmerkung zum Titelbild).